# Gerd Wedler
Gerd Wedler (* 19. August 1929 in Braunschweig; † 13. September 2008 in Erlangen) war ein deutscher Chemiker und ordentlicher Professor für Physikalische Chemie. Er befasste sich insbesondere mit der Physik und Chemie von Grenzflächen, Adsorption, heterogener Katalyse und dünnen Metallfilmen.

## Leben
Gerd Wedler, Sohn von Martha Wedler, geborene Zellmann, und des Rektors Ernst Wedler, legte 1949 am Martino-Katharineum in Braunschweig das Abitur ab. Danach studierte er an der Technischen Hochschule Braunschweig und schloss 1954 als Diplom-Chemiker ab. Mit seiner Dissertation Über den Zerfallsmechanismus der Ameisensäure am Nickelkontakt wurde er in Braunschweig 1955 zum Dr. rer. nat. promoviert. Seine Arbeit gilt als Grundlage für die Erforschung der Primärschritte der heterogenen Katalyse. 1960 habilitierte er sich in Hannover, wo er an der TH Hannover im selben Jahr seine Lehrtätigkeit begann – ab 1964 als Abteilungsvorsteher und Professor. Im Jahr 1966 wurde er an der Universität Erlangen-Nürnberg ordentlicher Professor für Physikalische Chemie am Institut für Physikalische und Theoretische Chemie. Dort blieb er bis zu seiner Emeritierung im Jahre 1995. Gerd Wedler war evangelisch, ab 1956 mit Gerhild Wedler, geborene Feldner, verheiratet, wohnte in Erlangen und hatte drei Kinder (Hartmut, Gunhild und Harald).

## Wirken
Gerd Wedler war Mitbegründer einer Forschergruppe und eines Sonderforschungsbereichs der Deutschen Forschungsgemeinschaft an der Universität Erlangen-Nürnberg und Dekan der Naturwissenschaftlichen Fakultät II. Sein Arbeitsgebiet umfasste die Untersuchung des Adsorptions- und Reaktionsverhaltens kleiner Moleküle an Modellkatalysatoren. 
Diese Arbeiten wurden 1996 ausgezeichnet mit der Bunsen-Denkmünze der Deutschen Bunsen-Gesellschaft für Physikalische Chemie, der er als Mitglied angehörte. Er war zudem Mitglied der Gesellschaft Deutscher Chemiker, der Dechema, der Faraday Society und der Deutschen Physikalischen Gesellschaft. Mehr als 200 Publikationen behandeln seine wissenschaftlichen Ergebnisse. Wedler schrieb 1982 ein Lehrbuch der Physikalischen Chemie. Dieses gilt in Deutschland als ein Standardlehrbuch der Physikalischen Chemie. Noch im Ruhestand arbeitete er an der Verbesserung und Aktualisierung dieses Buches.

## Veröffentlichungen (Auswahl)
- Adsorption. 1970; englisch 1976.
- Lehrbuch der physikalischen Chemie. 1982;  5., vollständig überarbeitete und aktualisierte Auflage, Wiley-VCH-Verlag, Weinheim 2004, ISBN 3-527-31066-5.